# Heterostyli
1) Kronen 2) Bægeret

Heterostyli er en form for polymorfisme som findes i nogle blomsterplanter. De pågældende planter har enten to  eller tre forskellige varianter af deres blomster med grifler og støvdragere af forskellige længder. Alle blomsterne på en bestemt plante (et individ) er af samme type, men forskellige planter af samme art har forskellige slags blomstertyper. Blomstertypen er genetisk bestemt.
Længderne på støvdragere og grifler i planter heterostylu er tilpassede til bestøvning af forskellige bestøvere, eller forskellige kropsdele på den samme bestøver. Således vil pollen fra en lang støvdrager primært overføres til lange i stedet for korte grifler, og omvendt.

## Dimorf heterostyli
Ved dimorf heterostyli findes der to slags blomster: Én type med lange grifler og korte støvdragere, og en anden type med korte grifler og lange støvdragere. Længden af griflerne på ene type blomst svarer til længden af støvdragerne på den anden blomst, og omvendt. Det betyder at insekter som besøger blomsterne for at drikke deres nektar, vil få afsat pollen forskellige steder på deres kroppe afhængig af hvilken type blomst de besøger, og kun når de besøger blomster af den modsatte type blomst, vil den overførte pollen være placeret ud for blomstens støvfanget. Derved reduceres muligheden for selvbestøvning.
Eksempler på denne type planter er Storblomstret Kodriver og mange andre arter Kodriver-arter, Almindelig Vandrøllike, Almindelig Hør og andre Hør-arter, nogle Kattehale-arter, og mange arter af Cryptantha.

## Trimorf heterostyli
Hvis der er tre forskellige typer blomster, kaldes det trimorf heterostyli. Hver form har to længder støvdragere.
I én form er griflen kort, og støvdragerne er lange og mellemlange. I den anden form er griflen mellemlang, og støvdragerne korte og lange. I den tredje form er griflen lang, og støvdragerne korte og mellemlange.
Eksempler på planter med trimorf heterostyli er Oxalis pes-caprae (en art Surkløver), Kattehale og nogle andre arter af kattehale-slægten.